# Karel Kryl
Karel Kryl (Kroměříž, 12 aprile 1944 – Monaco di Baviera, 3 marzo 1994) è stato un cantautore e compositore ceco, autore di molte canzoni di protesta contro il regime comunista e post-comunista nel suo paese.
(Karel Kryl, Bratříčku zavírej vrátka, dall'album Bratříčku zavírej vrátka)

## Biografia
Karel Kryl nasce il 12 aprile 1944 a Kroměříž, nella Cecoslovacchia invasa dalla Germania nazista (ora Repubblica Ceca). I suoi genitori erano Karel Kryl e Marie Krylová. Suo padre era proprietario di una piccola tipografia, che fu confiscata alla famiglia nel 1948 in seguito al colpo di stato comunista avvenuto in quell'anno. Kryl voleva diventare un vasaio, per questo dal 1958 al 1962 studia e si diploma presso una scuola specializzata in ceramiche, solo successivamente deciderà di prendere la strada della musica e della poesia.
Nel 1968 Kryl si trasferisce a Praga per lavorare alla Televisione Cecoslovacca. Nel tempo libero suona le sue canzoni in numerosi piccoli locali.
Dopo che il 21 agosto 1968 le forze del Patto di Varsavia invasero la Cecoslovacchia per reprimere il movimento riformista della Primavera di Praga, Kryl rilascia il suo album Bratříčku, zavírej vrátka (Fratellino, chiudi la porta). Le canzoni dell'album descrivono la sua percezione della disumanità del regime ed il suo punto di vista riguardo alla vita sotto le regole del comunismo. L'album viene pubblicato all'inizio del 1969 e dopo breve tempo censurato e rimosso dagli scaffali.
Nel 1969 Kryl lascia la Cecoslovacchia per partecipare ad un festival musicale a Dommershausen, nella Germania Ovest. Sapendo che se fosse tornato in patria sarebbe stato incarcerato, decide di chiedere asilo politico e di restare. In Germania consegue nuovamente l'esame di maturità nel 1973 e continua a studiare storia dell'arte alla Ludwig Maximilian University of Munich, senza però ottenere un titolo.
Durante la maggior parte del tempo trascorso in esilio, Kryl lavora per Radio Free Europe e pubblica diversi album, contenenti brani cantati non solo in ceco, ma anche in polacco e tedesco. Molte delle canzoni da lui scritte in questo periodo, in patria diventeranno icone e simboli di protesta. Sempre in questi anni, Kryl tiene diversi tour in Scandinavia, Nord America ed Australia.
(Alessio Lega)
Nel novembre del 1989, durante la Rivoluzione di velluto, Kryl torna in Cecoslovacchia per assistere al funerale di sua madre.
Nonostante un iniziale entusiasmo per la nuova situazione del suo paese, rimane poi deluso dalla trasformazione della società.
Continua a scrivere canzoni criticando la trasformazione del governo. Il 3 marzo 1994, un mese prima del suo cinquantesimo compleanno, Karel Kryl muore inaspettatamente a Monaco per via di un infarto.

## Premi e riconoscimenti
- 1989 - premio Jan Zahradníček per la poesia ceca, dal Czechoslovakian Literature Club di Los Angeles
- 1994 - medaglia memoriale d'argento dall'Università Carolina per il contributo alla crescita spirituale ed il supporto morale dato alla nazione
- 1995 - premio František Kriegl
- 1995 - il Czech Grammy
- 1995 - una medaglia al merito dal presidente Václav Havel
- 2014 - Ordine di Tomáš Garrigue Masaryk, I classe

## Opere
- Hraje a zpívá Karel Kryl
- Kníška Karla Kryla
- Sedm básniček na zrcadlo
- Pochyby
- 17 kryptogramů na dívčí jména
- (Zpod stolu) sebrané spisy
- Slovíčka
- Amoresky
- Z mého plíživota
- Zbraně pro Erató
- LOT
- Sněhurka v hadřících
- POD GRAFIKU
- Půlkacíř
- Texty písní
- Básně
- Krylogie+Půlkacíř
- Rozhovory

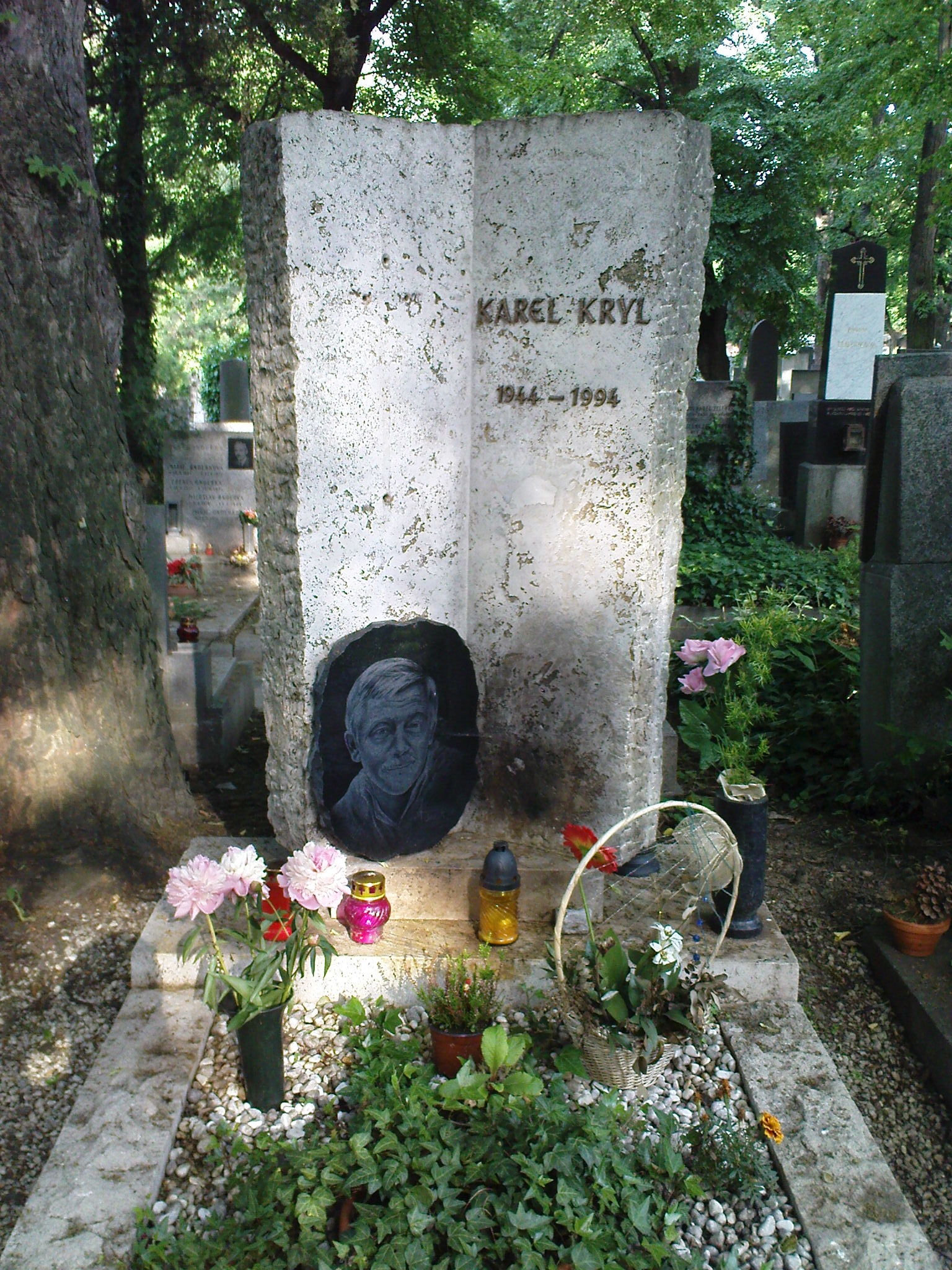
La tomba di Kryl al cimitero Břevnov, a Praga

- Demokracie, aneb s malou vadou na kráse…

## Discografia
Karel Kryl pubblicò un solo album in Cecoslovacchia (Bratříčku, zavírej vrátka), ma pubblicò molti album durante l'esilio, un esempio può essere Tekuté písky.
- Bratříčku, zavírej vrátka (1969, LP, Panton, ČSSR)
- Rakovina (1969, LP, Primaphon, Germania)
- Maškary (1970, LP, Caston, Germania)
- Carmina Resurrectionis (1974, EP, Caston, Germania)
- Karavana mraků (1979, LP, Šafrán 78, Svezia)
- Plaváček (1983)
- Ocelárna (1984, EP)
- Dopisy (1988, MC)
- Tekuté písky (1990, LP, MC, CD, Bonton, Cecoslovacchia)
- Dvě půle lunety aneb rebelant o lásce (1992, recitation poems of Karel Kryl)
- Monology (1992, LP, CD, MC Janez, Cecoslovacchia)
- To nejlepší 1 (1993, CD, MC, Bonton, Repubblica Ceca)
- Děkuji  (1995)
- Jedůfky (1996)
- To nejlepší 2 (1998)